# العلاقات المصرية الهندية
العلاقات الهندية المصرية تشير إلى العلاقات الخارجية بين الهند ومصر. تُمثل كل من مصر والهند قوة الدفع الرئيسية لحركة عدم الانحياز، كما أنهما يمثلان القاعدة الرئيسية لمجموعة الـ 15، وهي مجموعة الدول التي قررت توسيع قاعدة التعاون الاقتصادى والتكنولوجى فيما بينها.

## العلاقات السياسية المشتركة
ترتبط الهند بمصر بعلاقات قوية منذ سنوات طويلة، وظهر تأثير تلك العلاقة في عدة مواقف من تاريخ البلدين.

### ثورة يوليو
ترتبط مصر والهند بعلاقات قديمة ترجع إلى ما قبل ثورة الضباط الأحرار 1952، حيث يجمع بينهما كفاح طويل ضد الاحتلال، حيث كانت هناك اتصالات بين الزعيم المصري سعد زغلول والزعيم الهندي المهاتما غاندي.. وذلك لوجود أهداف ومبادئ مشتركه للحركة الوطنية في كل من مصر والهند تتعلق بالحصول على الاستقلال من بريطانيا من جهة، والمحافظة على الوحدة الوطنية بين مختلف طوائف الشعب المصري والشعب الهندي من جهة أخرى.

### عهد عبد الناصر
ومع قيام ثورة يوليو 1952 توطدت العلاقات بين البلدين بشكل كبير حيث نشأت صداقه قويه بين الزعيمين جمال عبدالناصر وجواهر لال نهرو تبلورت هذه الصداقة خلال مؤتمر باندونج عام 1955 حيث تبنى عبد الناصر ونهرو نفس التوجه في السياسة الخارجية وهو توجه حركة عدم الانحياز التي شكلت قاعدة صلبة للعلاقات المصرية ـ الهندية.

### العدوان الثلاثي
وقفت الهند إلى جوار مصر في مختلف مراحل نضالها، فمع وقوع العدوان الثلاثي على مصر عام 1956 ساندت الهند الموقف المصري حيث دافع نهرو عن القضية المصرية، الأمر الذي بلغ حد التهديد بانسحاب بلاده من الكومنولث، ومع تعرض مصر للعدوان الإسرائيلي عام 1967 أيدت الهند الموقف المصري والحق العربي في صراعه مع إسرائيل وطالبت بعودة الأراضي المغتصبة.

### عهد السادات
كما أيدت الهند مبادرة السلام للرئيس السادات في نوفمبر 1977، ووصفت زيارته للقدس بأنها شجاعة وايجابيه. واعتبرت اتفاقيه السلام المصرية ـ الإسرائيلية عام 1979 خطوة أولى في طريق التسوية العادلة لمشكلة الشرق الأوسط.

### عهد مبارك
وقام الرئيس السابق حسنى مبارك بزيارة الهند عامي 1982 و1983 لحضور قمة عدم الانحياز، كما منحت الهند الرئيس جائزة جواهرلال نهرو للسلام والتفاهم الدولي لعام 1995.
وفيما يتعلق بالقضايا الدولية، يجري التنسيق بين مصر والهند على نحو وثيق من خلال الاجتماعات الثنائية، وأيضا الاجتماعات في المنتديات الدولية، خاصة حركة عدم الانحياز، ومجموعة الـ 15، وتلتزم مصر بموقفها الثابت في منظمة المؤتمر الإسلامي من أن الهند وباكستان عليهما حل مشاكلهما حول إقليم كشمير من خلال الحوار السلمي.

### عهد مرسي
قام الرئيس محمد مرسي بزيارة للهند في 19 مارس عام 2013.

## العلاقات الاقتصادية
شهدت العلاقات المصرية الهندية في مجال الاقتصاد والتجارة خلال الأعوام الماضية تطوراً ملحوظاً ونمواً مطرداً وزيادة ملحوظة في حجم التبادلات التجارية.
في مارس 2012، اتفقت اللجنة الوزارية المصرية- الهندية المشتركة برئاسة وزيري خارجية البلدين، في ختام أعمالها بالقاهرة، على تعزيز التبادل التجاري بالبلدين، وتشكيل مجموعة عمل في مجال التجارة والجمارك، ودراسة الاستثمار المشترك في مجالات الزراعة، والتصنيع، والصناعات الغذائية، وغيرها من المجالات. كما اتفق الجانبان على إقامة مشروع لتوليد الكهرباء من الطاقة الشمسية لمائة منزل في عدد من القرى المصرية، وكذلك تشكيل مجموعة عمل مشتركة بين المؤسسة الهندية لأبحاث الفضاء، والهيئة الوطنية للاستشعار عن بعد وعلوم الفضاء المصرية، للتعاون في مجالات الاستشعار عن بعد والأقمار الصناعية
خلال الفترة من (يناير – يونيو) 2010، بلغ حجم التبادل التجاري بين البلدين حوالي 1655.35 مليون دولار بنسبة إرتفاع قدرها 14,8 % بالمقارنة بنفس الفترة من عام 2009، وانعكس ذلك على الميزان التجاري الذي حقق فائضاً قدره 25.47 مليون دولار لصالح مصر خلال نفس الفترة، نظراً لأن الهند تعد ثالث أكبر شريك تجاري لمصر.
في 18 نوفمبر 2008 شهد الرئيس السابق حسني مبارك ورئيس الوزراء الهندي بقصر «حيدر أباد» بالهند التوقيع علي 6 أتفاقيات وهي اتفاقية الإعفاء المتبادل من تأشيرات الدخول لحاملي جوازات السفر الدبلوماسية والخاصة والمهمة واتفاقية تبادل تسليم المجرمين والاعلانات المشتركة ومذكرات التفاهم لتعزيز التعاون الثنائي بين البلدين في عدد من المجالات التجارية والدبلوماسية والقضائية والصحية والاستخدام السلمي للفضاء.
وقع الاتفاقيات وزير الخارجية المصرى ونظيره الهندي برناب موخرجي علي الإعلان الختامي الصادر عن زيارة الرئيس السابق مبارك للهند. كما وقع الوزيران علي 3 مذكرات تفاهم اولها للتعاون في مجال الاستخدام السلمي للفضاء ووقعها رئيسا هيئة ابحاث الفضاء الهندي «ايسرو»، كما تم التوقيع علي مذكرة تفاهم للتعاون بين البلدين في مجال الصحة والدواء، اما مذكرة التفاهم الثالثة فتتعلق بالتعاون في مجال التجارة والتعاون الفني ووقعها وزير الصناعة والتجارة السابق المهندس رشيد محمد رشيد ووقعها عن الجانب الهندي وزير التجارة كمال ناث.

### أهم الاتفاقات الموقعة بين البلدين
1- إتفاق التجارة:
تم توقيعه في 13 أكتوبر 1977 ويتم في اطاره اتمام كافة المعاملات بين البلدين بالعملات الحرة، وأهم ما تضمنه النص على معاملة الدولة الأولى بالرعاية "MFN "، وتشجيع المشاركة في المعارض والأسواق الدولية المقامة في البلدين.
2- إتفاق إنشاء اللجنة المشتركة:
تم توقيعه في 3 سبتمبر 1983 وقد تضمن فيما تضمنه النص على تشجيع تبادل المنتجات الوطنية وإقامة مشروعات التنمية الزراعية والصناعية والمشروعات المشتركة بصفة عامة، وينبثق عن هذه اللجنة لجنة فرعية تختص ببحث الموضوعات التجارية والتعاون الاقتصادى في إطار اجتماعات هذه اللجنة.
3- إتفاقية تشجيع وحماية الاستثمارات المتبادلة:
تم توقيعها في 9 أبريل 1997 ودخلت حيز التنفيذ اعتبارا من نوفمبر 2000، وقد تضمنت تشجيع وخلق ظروف أفضل لمستثمرى أي من البلدين للاستثمار في البلد الأخر، وتطبيق مبدأ المعاملة الوطنية على إستثمارات كل طرف لدى الطرف الأخر.
4- إتفاقية تجنب الازدواج الضريبي:
وقعت في 7 فبراير 1969 وقد تضمنت أهم بنودها تجنب الازدواج الضريبى على الدخل الناتج عن التمويل العقارى والأرباح التجارية والصناعية، والنقل الجـوى والبحـرى، والمشروعات المشتركة وغير ذلك. وقد أجريت عدة مفاوضات بين الجانبين لتجديد هذه الاتفاقية وينتظر التوقيع عليها بعد تجديدها في أقرب وقت ممكن.

### تطور التبادل التجارى بين مصر والهند
يتضح زيادة حجم التبادل التجارى بين مصر والهند بشكل مطرد خلال الأعوام المذكورة وبلغت هذه الزيادة أقصاها عام 2005 حيث بلغ حجم التبادل التجارى ما قيمته نحو 3ر1532 مليون دولار وذلك بنسبة زيادة قدرها حوالى 41% عن العام السابق " 2004 ".
كما حقق الميزان التجارى بين البلدين فائضا لصالح مصر خلال الأعوام الثلاثة الأخيرة بلغ أقصاه عام 2005 حيث بلغت قيمة الفائض في الميزان التجارى لصالح مصر نحو 466 مليون دولار بعد أن كان حوالى 272 مليون دولار عام 2004 وذلك بنسبة زيادة قدرها حوالى 71%.
وقد شهدت الصادرات المصرية من السلع غير التقليدية زيادة ملحوظة ومتنامية خلال الفترة المشار اليها حيث حققت ما قيمته نحو 8ر204 مليون دولار خلال عام 2005 بالمقارنة بما قيمته حوالى 124 مليون دولار عام 2004 أي بنسبة زيادة قدرها حوالى 65%. كما بلغت نسبة الزيادة التي حققتها الصادرات المصرية (بعد إضافة البترول الخام ومنتجاته) نحو 2ر47% بالمقارنة بالعام السابق " 2004 ".
وفي الوقت نفسه فقد حققت الصادرات المصرية من البترول ومنتجاته للهند خلال عام 2005 ما قيمته حوالى 3ر794 مليون دولار بزيادة قدرها حوالى 2ر43% عن العام السابق " 2004 " حيث بلغت آنذاك ما قيمته حوالى 8ر554 مليون دولار، وقد شهد عام 2005 توريد أول شحنة من الغاز الطبيعى المسال " LNG " المصرى إلى الهند بلغت قيمتها نحو 70 مليون دولار.
كما ارتفعت الواردات المصرية من الهند بشكل ملحوظ ومتنامى خلال الفترة محل البحث حيث حققت ما قيمته حوالى 2ر533 مليون دولار عام 2005 بالمقارنة بما قيمته حوالى 407 مليون دولار عام 2004 أي بنسبة زيادة قدرها حوالى 31%.
1- أهم بنود الصادرات المصرية للهنـد:
مثلت أهم الصادرات المصرية للهند في البترول الخام ومنتجاته، الغاز الطبيعي، القطن الخام، الفوسفات الصخري، فحم الكوك، خردة الحديد والمعادن الأخرى، الجلود المدبوغة ونصف المصنعة، اليوريا، بذور البرسيم، الإطارات، ألواح الحديد، أسلاك النحاس، الرصاص، خيوط النايلون المستخدمة في صناعة الإطارات، كما تمثلت أهم الواردات المصرية من الهند في الزيوت ومنتجات بترولية، الخيوط والغزول القطنية المصنعة، اللحوم، المركبات، السيارات، الإطارات، مضخات المياه، قطع غيار السيارات والمحركات، الشاي، الأصباغ والكيماويات، التبغ، الأدوية والأمصال واللقاحات، ورق ومنتجات ورقية.

### الاستثمارات الهندية في مصر
تبلغ الاستثمارات الهندية في مصر حوالي 2.5 مليار دولار، وتتركز أساسا في قطاعات الغزل والنسيج، الصناعية، تخزين البضائع المتنوعة، البترول والبتروكيماويات،
§ جرت اتصالات عديدة مع الشركات الهندية الكبرى وعلى رأسها شركة TATA، SATYAM، BIRLA، KIRLOSKAR،IFFCO ،RELIANCE ،ESSAR لوضع خطط استثمارية طموحة خلال الفترة المقبلة خاصة في قطاعات الطاقة والبتروكيماويات والأسمدة والحديد والصلب، حيث أبدت شركة Reliance رغبتها في إنشاء مجمع للبتروكيماويات، وأبدت شركات ESSAR رغبتها في إقامة مجمع للحديد والصلب ومجمع لتكرير البترول، فيما أبدت شركات TATA رغبتها في إنشاء مجمع للحديد والصلب ومجموع لإنشاء أسمدة اليوريا والأمونيا.
كما يشهد التعاون في مجال المعارض التجارية المتبادلة نمواً كبيراً. وكانت هناك زيارات متعددة لوفود هندية تجارية واقتصادية، وهو ما أسهم في تنظيم المعرض التجاري الهندي في الفترة من 21-23 نوفمبر2007 تحت شعار «صنع في الهند» والذي لاقى نجاحاً كبيراً.
مما يذكر أن هناك أطراً مؤسسية تم انشاؤها بنهاية التسعينيات لتفعيل التعاون الاقتصادى بين البلدين قامت بعقد عدد من الاجتماعات خلال الأعوام الخمسة الماضية، وتتمثل هذه الأطر المؤسسية في:
1- المجموعة المصرية الهندية المشتركة لرجال الأعمال:
المجموعة المصرية الهندية المشتركة لرجال الأعمال INDO-EGYPT BUSINESS GROUP بين اتحاد الصناعات المصرية ونظيره الهندى وتغطى أعمال المجموعة مجالات التعاون الاستثماري والتجاري والفني كالطاقة غير التقليدية، صناعة الجرارات الزراعية الصغيرة، الصلب، تكنولوجيا المعلومات، الأسمدة والكيماويات، السياحة وإدارة الفنادق، والصناعات الهندسية.
2- مجلس الأعمال المشترك: (COUNCIL J B C JOINT BUSINESS)
بين اتحاد الغرف التجارية المصرية ونظيره الهندى، وتشمل أنشطة المجلس تبادل المعلومات التجارية، وتوفير خدمات تسوية المنازعات التجارية التي تنشأ بين الطرفين عن طريق التحكيم، وتبادل المشاركة في المعارض التجارية في البلدين.
يصادف تفعيل هاتين المجموعتين عراقيل تتصل بالاساس بعزوف رجال الأعمال المصريين في مقابل حماس نظرائهم الهنود ومتابعتهم الحثيثة؛ اذ لا يزال الاهتمام بمصر قائما من جانبهم للاستفادة من عضوية مصر في تجمع الكوميسا عن طريق الاستثمار في مشروعات صناعية مشتركة في مصر تتمتع منتجاتها بالمزايا الممنوحة للمنتجات ذات المنشأ المصري في دول هذا التجمع، ومن نفس هذا المنطلق يأتي الحماس لإقامة مشروعات مشتركة في مصر توجه منتجاتها للتصدير الي دول الاتحاد الأوروبي والدول العربية.
ومن أهم الصادرات المصرية للهند: قطن خام - أسمدة خام - أسمدة مصنعة - بترول خام ومنتجاته - كيماويات عضوية وغير عضوية - جلود - مصنوعات معدنية، ويجرى العمل على توسيع نطاق الصادرات المصرية وخاصة من الفوسفات الصخري والامونيا.
ومن أهم الواردات المصرية من الهند: غزل القطن - سمسم - شاي - بن - توابل - منتجات صيدلانية - معدات متنوعة - قطع غيار وسائل نقل - مطاط صناعي ومنتجاته.
تسعى مصر للاستفادة من الخبرة الهندية في مجال تطوير المشروعات الصغيرة المتوسطة وتنشيط تعاون الصندوق الاجتماعي للتنمية بمصر مع نظيره الهندي وتفعيل اتفاق الصندوق والهيئة العربية للتصنيع من جانب مصر ومؤسسات هندية في مجال البرمجيات وصناعة الحاسب الآلي.

### اتفاقيات أخرى هامة
- اتفاقية النقل البحري عام 1966.
- اتفاقية للطيران المدني والنقل الجوى عام 1968.
- اتفاقية تجنب الازدواج الضريبي عام 1969.
- اتفاقية للتجارة عام 1977 (بديلاً لإتفاق التجارة والدفع الموقع 1953).
- تم التوقيع عام 1999 بالأحرف الأولى على اتفاق للشراكة بين مصر والهند.
- اتفاقية التعاون الجمركي عام 1997.
- مذكرة تفاهم بشأن التعاون في المجال السياحي عام 1997.
- اتفاقية تشجيع وحماية الاستثمارات المتبادلة عام 1997.
- مذكرة تفاهم لتنمية مشروعات تطوير الصناعات الصغيرة عام 1998.
- مذكرة تفاهم للتعاون في مجال الأبحاث والإرشاد الزراعي عام 1998.
- اتفاقية لتطوير صناعة البرمجيات والغزل والنسيج وإقامة المشروعات المختلفة عام 1998.
- مذكرة تفاهم في مجال ترويج وتنمية الصادرات نيودلهي عام 1998.
- اتفاقيـة بين أكاديمية البحث العلمي والتكنولوجيا في مصر ومجلس البحوث والتنمية الصناعية بالهند (1998).
- مذكرة تفاهم بين البورصة القومية الهندية وبورصتي القاهرة والإسكندرية (27مارس2001).
- مذكرة تفاهم بين اتحاد الصناعات الهندي وصندوق التنمية الاجتماعية (2002).
- مذكرة تفاهم بين هيئة المعارض والأسواق الدولية بمصر وهيئة تنمية التجارة الهندية (2003).

### مشروعات مشتركة
يجري العمل على إنجاز مشروع بوابة الاتصالات الأوروپية الهندية Europe India Gateway لمد كابل بحري يربط بين أوروبا والهند مرورا بعدد من الدول العربية والأفريقية وأهمها مصر حيث تربط مصر بين نهاية الخط الغربي للكابل (بمنطقة أبو تلات بالبحر المتوسط) وبداية الخط الشرقي (منطقة الزعفرانة بالبحر الأحمر).
تجدر الإشارة أن هذا المشروع قائم بين العديد من شركات الاتصالات بما يشمل شركة ڤيرزون وشركة AT&T والشركة المصرية للاتصالات، فقد تم إدخال هذا المشروع في الخدمة عام 2011 ويتم الانتهاء من مراحله الأخيرة في 2013.

## العلاقات الثقافية
يولى البلدان اهتماماً كبيراً بتنمية وتعزيز المجال الثقافى والأكاديمي، حيث بدأت مراكز الابحاث والجامعات بتنظيم عدة ندوات فكرية وثقافية بين مفكرى ومثقفى البــلدين، والحرص على المشاركة المستمرة في المهرجانات الثقافية والفنية بالبلدين (أسابيع أفلام ـ مهرجانات سينما ـ المسرح التجريبي ـ الفن التشكيلي ـ الرقص والموسيقى)، كما أن هناك فرص لتنويع مجالات التعاون الثقافى مثل الترميم وصيانة الآثار، وإقامة معارض للآثار المصرية في الهند.
أُقيم المركز الثقافي الهندي «مولانا أبو الكلام أزاد» في القاهرة عام 1992، من أجل توسيع نطاق عرض الثقافة الهندية في مصر، ومنذ إنشائه، حظي المركز بصيت رفيع في الدوائر الثقافية والفكرية في مصر، ويضم المركز مكتبة ثرية، بها ما يزيد على 5000 مجلد، يستخدمها المترددون على المكتبة من مصريين وهنود على نحو واسع النطاق، كما ينظم المركز دورات لتعليم اليوجا، وعروضاً سينمائية، ودورات لتعليم اللغة الهندية والأردية، وفنون المطبخ الهندي، ويُعد المركز الثقافي حجر الزاوية لتنفيذ برنامج التبادل الثقافي بين البلدين الذي يعود إطلاقه إلى عام 1958 ولا يزال سارياً حتى اليوم.
هناك برنامج تنفيذي للتعاون الثقافي بين مصر والهند للاعوام 2003 / 2005، يقدم الجانب المصري من خلاله 8 منح للدكتوراه، و3 منح للماجستير، و3 منح لدراسة اللغة العربية، بينما يقدم الجانب الهندي 11 منحة للدراسات العليا، كما يتم تبادل 4 الي 6 أستاذة جامعة لمدة أسبوعين، أستاذان من جامعة الازهر وجامعة القاهرة والجامعات الهندية المناظرة المتخصصة في اللغة العربية والعلوم الإسلامية والعلوم لمدة 3 شهور.
ونظراً للتماثل الشديد في طبيعة المشاكل التي تواجهها البلدان، فمن الطبيعى ان يمتد هذا التعاون إلى المجالات الثقافية والفنية، إذ جرى اتفاق بين وزيرى التعليم في البلدين لانشاء مركز متخصص للدراسات المصرية في الجامعات الهندية ومركز آخر متخصص في الدراسات الهندية بالجامعات المصرية، وبالإضافة إلى الاتفاقيات الواسعة في التبادل الثقافى والفنى بين البلدين، فإن هناك نغمة لا يستطيع أن ينكرها أحد في التقارب الثقافى والمزاجى للمواطن المصرى والهندى وليس أدل على ذلك من ان الافلام والموسيقى الهندية تجد قاعدة واسعة من المعجبين بها في مصر، حتى ان المواطن المصرى يكاد يعرف أسماء كبار الفنانين والموسيقيين والكتاب الهنود مثلما يعرف أقرانهم المصريين .

### الاتفاقيات الثقافية بين البلدين
- مذكرة تفاهم في مجال الطاقة الجديدة والمتجددة تم التوقيع خلال زيارة وزير الطاقة الجديدة والمتجددة الهندي إلى مصر في 28-21 يناير 2011
- اتفاقية المساعدة المتبادلة في المجالين القضائي والجنائي 2008
- اتفاقية نقل وتسليم الأشخاص المحكوم عليهم في كلا البلدين 2008 .
- البرنامج التنفيذي للتعاون الثقافي والتعليمي والعلمي للأعوام 2007-2008.
- البرنامج التنفيذي للتعاون العلمي والتكنولوجي للأعوام 2006-2008"
- خطة العمل للتعاون في مجال الأبحاث الزراعية 2006 .
- اتفاقية الشراكة المصرية الهندية موقعة عام 2006.
- اتفاقية الشراكة المصرية الهندية موقعة عام 2006.
- اتفاقية تشجيع وحماية الاستثمارات المتبادلة (1997).

تطلع الجانب المصري للانتهاء من صياغة اتفاقيات أخرى للتوقيع عليها خلال الفترة القادمة وهي كالتالي:
- اتفاقية منع الازدواج الضريبي.
- اتفاقية النقل البحري .
- مذكرة تفاهم للتعاون في مجال التنمية الاجتماعية .
- مذكرة تفاهم في مجال التأمين وإعادة التأمين .
- مذكرة تفاهم بين الجامعة الملية الإسلامية في نيودلهي ودار الكتب والوثائق القومية في القاهرة .
- مذكرة تفاهم بين المجلس الأعلى للآثار والمجلس الهندي للأبحاث التاريخية .
- مذكرة تفاهم حول التعاون في مجالات حماية وصيانة وتطوير وإدارة التراث الثقافي بين المجلس الأعلى للآثار في مصر والمجلس الوطني الهندي للفنون والتراث .

## التعاون في 2016
التعاون الهندي-المصري في 2016 انحصر في انجازين، حسب سفير الهند:
1. دعم الهند لمركز تأهيل مهني لعمال النسيج في شبرا الخيمة.
2. إنشاء كرسي دراسات هندية في جامعة عين شمس.

وطبعاً مكافحة الإرهاب.